# Kostobokové

Mapa s vyobrazeným územím obývaným kmenem Kostoboků ve 2. století našeho letopočtu.

Kostobokové (latinsky Costoboci) byl starověký kmen obývající území mezi pohořím Karpaty a řekou Dněstrem, na severovýchod od římské Dácie. Většina moderních badatelů se shoduje, že se jednalo o dácký kmen náležející mezi tzv. „svobodné Dáky“, nepodrobené římské nadvládě. Vyskytují se však i názory o jejich sarmatském či germánském původu. Během markomanských válek se Kostobokové připojili na stranu protiřímské koalice. V roce 170 nebo 171 vtrhli hluboko do římské říše, když protáhli několika provinciemi na Balkáně a zpustošili Eleusínu nedaleko Athén. Nedlouho nato obsadili jejich vlastní teritorium Vandalové.